# Har gow

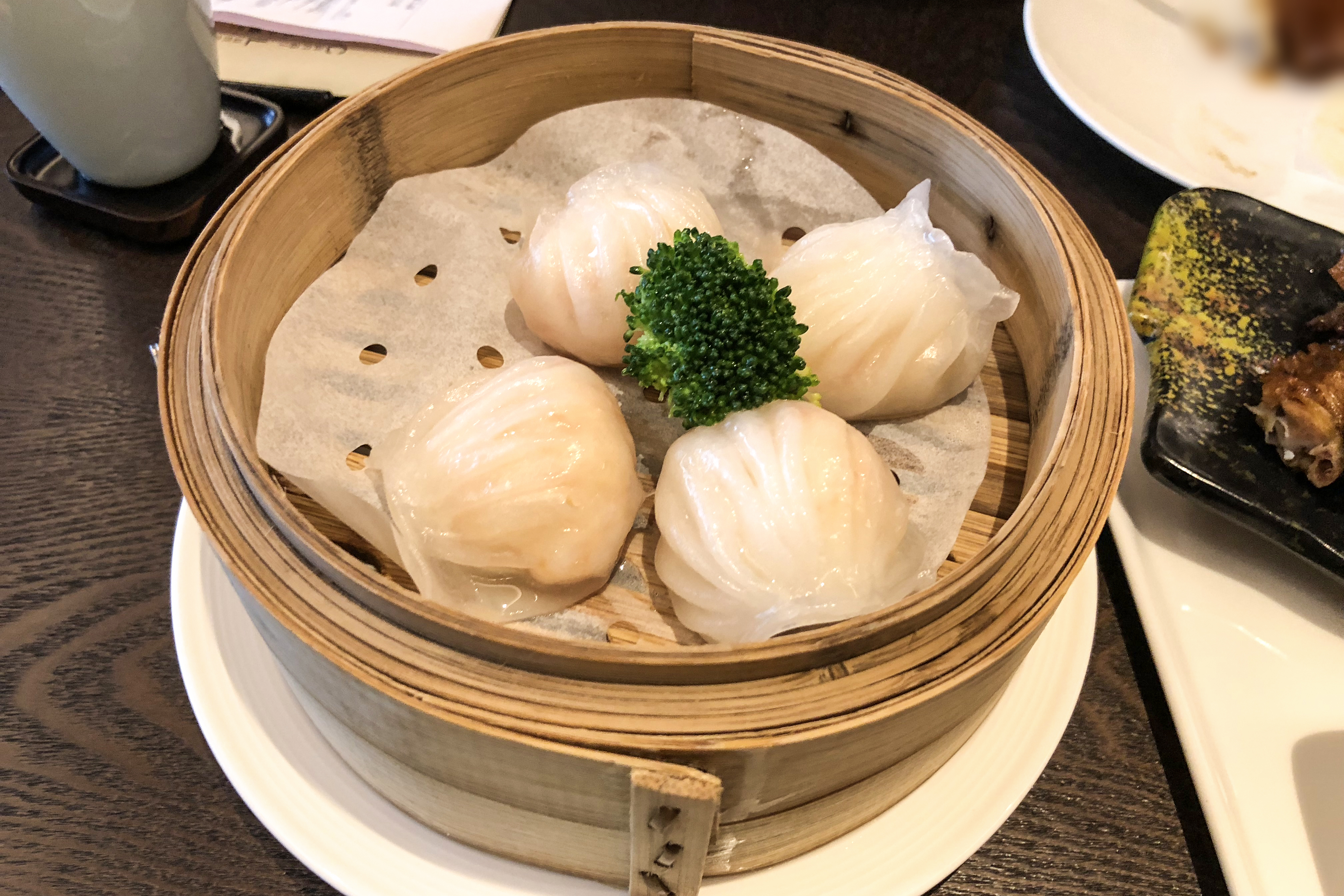
Har gow, serverat i en ångkokare av bambu.

Har gow (kinesiska: 唔通; Jyutping: haa1 gaau2) är en typ av ångkokt kinesisk dumpling fylld med räkor. Rätten har sitt ursprung i det kantonesiska köket i södra Kina. Det är en klassisk rätt i dim sum. Själva degen är rosa och degknytets yta är veckad. Stor vikt läggs vid att få till många veck på var degknyte, helst nio till tretton veck. De två tecknen i namnet betyder "räka" respektive "fyllt degknyte".